# Країна блакитних орхідей
«Країна блакитних орхідей» — науково-фантастичний роман (повість згідно з виданням 2024 року) українського письменника Мирослава Капія. Автор працював над ним у 1929—1930 роках. Виданий у Львові 1932 року в видавництві «Новий час».
Вважається першим в українській фантастиці твором, де описано космічні польоти.

## Світ твору
Дія відбувається в XXI столітті. Існує незалежна, самостійна, соборна Україна від Сяну до Дону з високорозвиненою наукою і технікою. Її гербом є тризуб князя Володимира. Це демократична президентсько-парламентська держава, на чолі якої стоїть гетьман. Вона має тверду валюту — гривню. Також існує автокефальна церква, яку очолює патріарх зі званням кардинала (натяк на єднання греко-католицької та православної церков). Україна користується повагою серед інших держав, у Києві — десятки іноземних посольств. Вона постає космічною державою, що співпрацює зі США, Англією, Німеччиною, бере участь у програмі польотів до інших планет у глибини космосу.
Парламент України носить назву «Верховна Рада». Така назва була запроваджена в Радянській Україні лише у 1936 році, а до того ніде не використовувалася. Згадується автомобільний завод в Кременчуці, який було справді відкрито 1958 року, та аеропорт у Борисполі.
Поміж технологічних досягнень існують диктофон («диктограф»), який одночасно друкує текст на папері; телевізор («телевізійний апарат»), який використовується для надсилання текстових повідомлень; космічний корабель з ядерним двигуном.

## Зміст
Перший пілотований корабель людства «Queen of Virginia» вирушає на Марс з великою місією: вступити у контакт з розумною формою життя. Ракета вдало сідає, подає кодовий сигнал і зникає безвісти.
Через рік працівник Святошинської обсерваторії Ігор Харитоненко під час спостережень виявляє в космосі невідоме тіло, що наближається до Землі. Подальші розрахунки показують, що це не що інше, як американський космічний корабель, який кілька років тому вилетів на Марс і пропав безвісти. Посадка має відбутися неподалік від Києва. Журналіст Степан Артименко готується написати про це репортаж. Далі ведеться опис святкової столиці, заповненої юрбами іноземців, приготуваннями до святкової зустрічі, описом гостей, почту самого пана Гетьмана.
Невдовзі на «летунський майдан» у Борисполі сідає корабель, але це виявляється не «Queen of Virginia», а судно, збудоване за його зразком. З нього виходять двоє червоношкірих марсіан, Кроней і його дочка Зоя. Марсіани передають листа від земної експедиції. З нього з'ясовується, що прибульці з Марса — це нащадки жителів Атлантиди, що перебували в експедиції, коли їхня країна потонула. На чолі стоїть цар планети, якому допомагають 12 старійшин. В подальших розмовах з атлантами-марсіанами виявляється їхня генетична спорідненість з українцями. Значною мірою решта роману присвячена опису клімату та ландшафту Марса, де в гаях ростуть блакитні орхідеї. З часом з'ясовуються, що справжні, місцеві, марсіани — це саме блакитні орхідеї, що мають розум. Атланти ж населяють лише невелику територію Марса.
Кроней і Зоя відпливають із Севастополя та відвідують Атлантичний океан, у якому зникла їхня батьківщина. Потім вони повертаються на Марс, щоб наступного разу прилетіти вже з земною експедицією.

## Сприйняття
Тернопільський історик Володимир Мороз відгукувався про цю книгу: «Капій мріяв про тріумф української культури по всій Україні, а передусім у Києві» та зробив низку влучних передбачень. Але його бачення майбутнього не вписувалося в радянську ідеологію, тому в Радянській Україні творчість Капія була невідома.
Родіон Хом'яков із проєкту «Амнезія» описав «Країну блакитних орхідей» як утопію, «курйозний і по-своєму зворушливий образ» України, «не настільки і фантастичний, хоча і неймовірно далекий від реалій 1930-х». Роман визначався як сюжетно слабкий, але примітний цікавими деталями в описі України майбутнього.

## Цікаві факти
«Країною блакитних орхідей» захоплювався в дитинстві Євген Грицяк, член молодіжної організації ОУН, один із керівників повстання в Норильських таборах 1953 року.